# ATP Challenger Fukuoka
Der ATP Challenger Fukuoka (offiziell: Fukuoka Challenger) war ein Tennisturnier, das von 1986 einmal in Fukuoka, Japan, stattfand. Es gehörte zur ATP Challenger Tour und wurde im Freien auf Hartplatz gespielt.

## Liste der Sieger

### Einzel
| Jahr | Sieger      | Finalgegner | Ergebnis      |
| ---- | ----------- | ----------- | ------------- |
| 1986 | Leif Shiras | Jim Grabb   | 6:3, 1:6, 7:6 |

### Doppel
| Jahr | Sieger                   | Finalgegner              | Ergebnis |
| ---- | ------------------------ | ------------------------ | -------- |
| 1986 | Jim Grabb Larry Stefanki | David Dowlen Leif Shiras | 6:1, 6:3 |